# غيليس كارل
غيليس كارل هو رسام ومونتير وكاتب سيناريو ومنتج أفلام ومخرج كندي، ولد في 31 يوليو 1928 في مانيواكي في كندا، وتوفي في 28 نوفمبر 2009 في غرانبي في كندا بسبب مرض باركنسون.

## وصلات خارجية
- غيليس كارل على موقع IMDb (الإنجليزية)
- غيليس كارل على موقع ألو سيني (الفرنسية)
- غيليس كارل على موقع تيرنر كلاسيك موفيز (الإنجليزية)
- غيليس كارل على موقع أول موفي (الإنجليزية)
- غيليس كارل على موقع قاعدة بيانات الأفلام السويدية (السويدية)
- غيليس كارل على موقع قاعدة بيانات الفيلم (الإنجليزية)
- غيليس كارل على موقع كينوبويسك (الروسية)